# Francesco Bauco
Francesco Bauco (Roma, 29 ottobre 1980) è un attore italiano.

## Biografia
Nato e cresciuto a Santa Croce, ha frequentato l'università per conseguire una laurea in architettura. 
Il suo debutto come attore è avvenuto al Teatro Colosseo di Roma nel ruolo di Benedict nella commedia teatrale Molto rumore per nulla di William Shakespeare. 
Ha preso parte a molte campagne pubblicitarie per marchi come: Amadori, Mulino Bianco, Lamborghini, Alfa Romeo, Sky Sport, Ceres, Limoncetta, Amaro Averna e ha recitato al fianco dell'attore Bruce Willis nello spot Vodafone. 
Appare anche nei film italiani Il pugile e la ballerina e in Lui e l'altro con Alessandro Borghi.
Cinque anni fa, si è trasferito negli Stati Uniti, dove ha ottenuto il ruolo di Giovanni Leone, ex stella del calcio diventato chef nella serie televisiva Delicious trasmessa dal canale televisivo via cavo statunitense Lifetime. Ha anche recitato nel film Better Days, girato all'inizio del 2019. Nel 2019 interpreta Lorenzo Bandini, pilota della Ferrari degli anni '60, nel film Le Mans '66 - La grande sfida prodotto dalla 20th Century Fox. Special guest star in Mom, serie televisiva della CBS, recita al fianco di Kathleen Turner, Allison Janney, Anna Faris.

## Teatrografia
- La vedova allegra (2001) Teatro Ariston, Gaeta
- La bisbetica domata  (2002) Teatro Ariston, Gaeta
- Molto rumore per nulla (2002) Teatro Colosseo, Roma
- Petrolio (2002) Teatro Colosseo, Roma
- Enrichetta Ruffo - Il coraggio di una nobildonna (2007) Teatro dei documenti, Roma
- Non fare il pazzo più lungo della gamba di e con Antonio Giuliani (2011) Teatro Tor Bella Monaca, Roma
- Il drago (2012) Teatro Nuovo Colosseo, Roma
- Come mai sono qui (2012) Teatro Manhattan, Roma Monologo scritto e diretto da Paolo Silvestrini
- Separati (2015) Teatro Manzoni, Roma regia di Alessandro Capone

## Filmografia

### Cinema

#### Cortometraggi
- Lui e l'altro, regia di Max Nardari (2011)

#### Lungometraggi
- Il pugile e la ballerina, regia di Francesco Suriano (2005)
- Torno subito, regia di Alessandro Grande (2007)
- Piergiorgio Frassati - il beato delle montagne, regia di Marco Santinelli (2010)
- Hope, regia di Daniele Ciferri (2012)
- Le Mans '66 - La grande sfida (Ford v Ferrari), regia di James Mangold (2019)
- Diversamente, regia di Max Nardari (2021)

### Televisione
- Delicious, serie televisiva - 8 episodi - Lifetime (2016)
- Mom, serie televisiva - Stagione 7, episodio 14 - Special guest star - CBS (2020)

### Spot pubblicitari
- Totogol (2004)
- Peroni (2005)
- Mulino Bianco (2009)
- Olio Bertolli (2009)
- Total (2010)
- Movistar (2010) Spagna
- Pic (2011) Francia
- Limoncè (2011) Francia
- Samsung (2011) Francia
- Fiat Panda commercial con Mike Tyson (2012)
- Ceres (2012)
- Vodafone commercial con Bruce Willis, regia di Guglielmo Arriaga (2015-2016)
- BMW (2018)
- Old Navy commercial con Regina Hall (2019)

## Riconoscimenti
- Premio Lattarico Miglior Attore 2008 con Torno Subito, regia di Alessandro Grande